# Elisa Frota Pessoa
Elisa Frota Pessoa, nascida Elisa Esther Habbema de Maia (Rio de Janeiro, 17 de janeiro de 1921 — Rio de Janeiro, 28 de dezembro de 2018) foi uma física experimental brasileira. Pioneira da ciência no Brasil, foi uma das fundadoras do Centro Brasileiro de Pesquisas Físicas (CBPF). Elisa também foi uma das primeiras mulheres a se formar em física no Brasil, em 1942. Destacou-se pelos seus estudos de radioatividade com emulsões nucleares; reações e desintegrações de mésons K e π em emulsões nucleares; e reações de prótons e dêuterons com núcleos de massas médias.

## Vida pessoal
Nascida na cidade do Rio de Janeiro, era filha de Juvenal Moreira Maia e Elisa Habbema de Maia. Ela começou a se interessar pela ciência em 1935, no curso ginasial na Escola Paulo de Frontin. Sua maior influência foi o professor Plinio Süssekind da Rocha, com quem teve aulas de física. Ele a acompanhava de perto e a orientava, dando-lhe temas fora do que estava programado para ela estudar. Ao término da educação básica quis estudar Engenharia, contra a vontade da família, já que seu pai, muito conservador, considerava que a melhor carreira para as mulheres era o casamento. Isso, porém, não a impediu de se matricular no curso de Física da Faculdade de Filosofia da Universidade do Brasil (hoje Universidade Federal do Rio de Janeiro), graduando-se em 1942.

## Carreira
Foi a segunda mulher a se graduar em física no Brasil, juntamente com Sonja Ashauer, que se graduou no mesmo ano na USP. Logo destacou-se no curso e já no segundo ano, foi chamada pelo professor Joaquim da Costa Ribeiro para ser sua assistente. Trabalhou com Costa Ribeiro, sem receber salário, até 1944, quando foi contratada pela universidade. Aos 18 anos, ainda durante a graduação, casou-se com o seu ex-professor, o biólogo Oswaldo Frota-Pessoa, com quem teve dois filhos, Sonia e Roberto. Em 1951, separou-se do marido, e passou a viver com o também físico Jayme Tiomno.
Ao lado de Tiomno e de outros físicos formados na mesma época, como José Leite Lopes, Cesar Lattes e Mario Schenberg, ela promoveu a ciência no Brasil, ao mesmo tempo que enfrentava o preconceito por ser mulher e separada do marido numa época em que não havia divórcio no Brasil. Entre 1942 e 1969, a física Elisa teve uma história de sucessos pessoais e participou ativamente das lutas para vencer o preconceito contra o trabalho da mulher, assim como o pequeno interesse da sociedade pelo desenvolvimento da ciência. Em 1949, foi uma das fundadoras do Centro Brasileiro de Pesquisas Físicas (CBPF), no qual foi Chefe da Divisão de Emulsões Nuclerares até 1964.
Em 1950, publica com Neusa Margem (outra pioneira) o primeiro artigo de pesquisa da nova instituição: “Sobre a desintegração do méson pesado positivo”. Esse trabalho obteve pela primeira vez resultados que apoiavam experimentalmente a teoria “V-A” das interações fracas. Um outro trabalho seu, publicado em 1969, pôs fim a uma longa controvérsia sobre a possibilidade do méson π ter spin diferente de zero. Ela também colaborou com pesquisadores europeus no estudo dos mésons K.
Elisa e os outros fundadores do CBPF, queriam que o Centro fosse dentro da Faculdade (FNFi), mas não conseguiram pelas dificuldades financeiras pelas quais a universidade passava. Conseguiram, porém, que os cursos do Centro fossem reconhecidos pela faculdade. Mas o que mais satisfazia Elisa, era o intercâmbio, informal, que fazia com seus alunos.
Mudou-se para Brasília em 1965 para trabalhar na Universidade de Brasília. Em seguida, transferiu-se para a Universidade de São Paulo, mas foi aposentada compulsoriamente pelo AI-5 em abril de 1969. Fugindo da ditadura militar, trabalhou na Europa e nos EUA, onde colaborou na formação de físicos brasileiros. Em 1975, Elisa iniciou a montagem de um laboratório de emulsões na PUC com o auxílio de Ernst Hamburger do IFUSP (Instituto de Física da USP). Dois anos depois, em 1977, como membro do Departamento de Física Experimental do IFUSP, continuou com seu trabalho na PUC em colaboração com o IFUSP. 
Em 1980 reassumiu os trabalhos no CBPF implantando um laboratório de emulsões nucleares para estudo de espectroscopia nuclear. Mesmo após a aposentadoria compulsória, em 1991, permaneceu até 1995 como professora emérita do centro. 

## Morte
Elisa faleceu em 28 de dezembro de 2018, no Rio de Janeiro. Ela deixou cinco netas (uma bioquímica, uma historiadora da arte, uma economista, uma estudante de Engenharia e uma cursando o ensino médio), além de nove bisnetos e um trineto, que nasceu poucos meses depois de sua morte.

## Principais trabalhos
- 1950 - Sobre a desintegração do méson pesado positivo. Anais da Academia Brasileira de Ciências. vol. 22 , p. 371 - 383 (com N. Margem)
- 1955 - A new radioactive method for markings mosquitoes and its application. Proceedings of Geneve Conference on Peaceful Applications of Atomic Energy. p. 140 - (com N. Margem e M.B. Aragão)
- 1961 - On the observation of fast s hyperons emitted from the interactions of K mesons with emulsion nuclei. Il Nuovo Cimento. , Série 10 - Com o European Collaboration Group . vol. 19 , p. 1077 - 1089
- 1969 - Isotropy in p ® m decay. Phys. R. vol. 177 , p. 2368 - 2370
- 1983 - States in 118Sn from 117Sn (d,P)118Sn at 12 MeV. Il Nuovo Cimento. vol. 77A , p. 369 - 401
- 1986 - States in 94Zr from 94Zr (d,d')94Zr* at 15.5 MeV. Il Nuovo Cimento. vol. 96A , p. 347 - 365 (com S. Joffily)[14]